# Blodsbröder
Blodsbröder (Blood Brothers) är en musikal med musik, libretto och sångtexter av Willy Russell. 

## Historia
Musikalen hade urpremiär i Liverpool 1983. Den har spelats med stor framgång runtom i världen, förutom på Phoenix Theatre i London, bland annat i USA på Broadway, i Japan, Irland, i Sverige på Stadsteatern i Göteborg och i Finland på Tampereen Työväen Teatteri. 
Succén beror enligt kritiker och åskådare på att pjäsen berättar om vanliga människors liv, men på ett mycket gripande, medryckande och överraskande sätt.
I Sverige har musikalen spelats i bl.a. Göteborg och Malmö. Under hösten 2012 spelades Blodsbröder på Teater Storan i Falkenberg.
I mars 2013 hade musikalen premiär på Teater Västernorrland och i april 2013 hade den premiär på Lisebergsteatern i Göteborg. 
20 september 2013 hade Blodsbröder premiär på Stockholms stadsteater i regi av Alexander Öberg och med Jennifer Brown i rollen som mrs Johnstone. Albin Flinkas och Anton Lundqvist gjorde rollerna som tvillingarna.

## Handling
Blodsbröder handlar om enäggstvillingarna Mickey och Eddie som skiljs åt efter födseln. Deras mamma, mrs. Johnstone, har redan många barn och har inte råd att försörja båda två utan ger bort Eddie till den förmögna Mrs. Lyons hos vilken hon arbetar som städerska. De svär vid bibeln att aldrig berätta och för sina andra barn säger Mrs. Johnstone att Eddie dött vid födseln och kommit till himlen.
När de är sju år träffas Mickey och Eddie av en slump och blir bästa vänner. De upptäcker att de fyller år på samma dag och bestämmer sig för att bli blodsbröder. De växer upp och klasskillnaderna gör sig mer och mer synliga mellan dem. Eddie röner stora framgångar vid universitetet och Mickey hamnar i fängelse. Bröderna är helt olika men fortfarande tvillingbröder utan att veta om det.